# Lacul Galbeni
Lacul Galbeni este o arie protejată de interes național ce corespunde categoriei a IV-a IUCN (rezervație naturală de tip avifaunistic) situată în sud-estul Moldovei, pe teritoriul județului Bacău.

## Localizare
Aria protejată se află în partea central-estică a județului Bacău, pe teritoriul administrativ al comunei Nicolae Bălcescu (satul Galbeni), în apropierea drumului județean (DJ252D) care leagă drumul național DN2 de localitatea Chetriș.

## Înființare
Rezervația naturală a fost declarată arie protejată prin Hotărârea de Guvern Nr.2151 din 30 noiembrie 2004 (privind instituirea regimului de arie protejată pentru noi zone) și se întinde pe o suprafață de 1.123 hectare. 
Lacul Galbeni este inclus în aria de protecție specială avifaunistică - Lacurile de acumulare Buhuși - Bacău - Berești; zonă naturală (aparținând rețelei ecologice europene Natura 2000 în România) ce asigură condiții prielnice de hrană, cuibărit și viețuire mai multor specii de păsări migratoare, de pasaj sau sedentare protejate la nivel european prin Directiva CE 147 din 30 noiembrie 2009 (privind conservarea păsărilor sălbatice).